# ブレア・ウィッチ・プロジェクト
『ブレア・ウィッチ・プロジェクト』（The Blair Witch Project）は、1999年公開のアメリカ合衆国のホラー映画である。日本公開は1999年12月23日（祝日）全国松竹・東急系にて。全米公開は1999年7月30日。最初は7月16日に北米限定公開だったが、話題を呼び、拡大された。
1998年製作のアメリカ映画『ジャージー・デビル・プロジェクト』と本作とどちらが先に完成したか、アメリカで物議を醸した。
また、2016年には本作の20年後を舞台とした続編『ブレア・ウィッチ』が公開された。

## 概要
超低予算（6万ドル）・少人数で製作されながらも、全米興行収入1億4000万ドル、全世界興行収入2億4050万ドルを記録したインディペンデント映画。サンダンス・フィルム・フェスティバル'99正式作品。第52回カンヌ国際映画祭監督週間正式作品。
DVD版のジャケットともなっている顔のアップは、世界中で使用されている。映画の手法としては、擬似ドキュメンタリー（モキュメンタリー）映画として宣伝された。
「魔女伝説を題材としたドキュメンタリー映画を撮影するために、森に入った3人の学生が消息を絶ち、1年後に彼らの撮影したフィルムが発見され、そのまま編集して映画化した」というファウンド・フッテージの手法をとっている。
背景説明のためのメディアミックス（「複合世界」として宣伝され、インターネットのウェブサイトやテレビの特別番組、書籍が特に効果的な宣伝効果を挙げた）を展開しつつも、物語の核心に繋がる部分の情報を極端に制限していた。
主演の3人（ヘザー、ジョシュア、マイケル）の報酬は、メリーランド州の州立公園の森林地帯での6日間の撮影を含めた出演料として、わずか1000ドルだったという。その後、ヘザーによると「予想外の興行的成功の後、追加支払いを期待していたが支払いはなく、代わりにフルーツバスケットが送られてきた」という。

## あらすじ
1994年10月、モンゴメリー大学映画学科に在籍する3人の学生、女性監督のヘザー、撮影担当のジョシュア、録音担当のマイクは、魔女伝説を題材としたドキュメンタリー映画を撮影するために、メリーランド州バーキッツビルのブラック・ヒルズの森に向かう。
だが、その土地に今なお残る伝説の魔女「ブレア・ウィッチ」の森の中で撮影を続ける3人は、不可解な現象に巻き込まれ想像を絶する恐怖を体験し、そのまま消息を絶った。この事件にマスコミは飛びつき大きく報道され、警察による懸命な捜査が行われるものの手掛かりが発見されないまま、やがて捜索は打ち切られてしまう……。
しかし事件から1年後、彼らが撮影したものと思われるフィルムとビデオが、森の中で発見された。本作品は、事件を周知して真相が解明されることを遺族が望んだことから、彼らの残したフィルムを再構成して映画化したものである (……という設定である)。
1日目
付近の住民達へ、森の魔女についてのインタビューを行う。
2日目
森近くの道路ブラックロック・ロードにジョシュアの車を置き、ブラック・ヒルズの森でテントを張って泊まり込み、順調に撮影を進める。
3日目
深夜、墓のように積み上げられた石が並んでいる、曰くつきの魔所コフィン・ロックで野営するが、大勢の人が走り回っているような謎の物音を聞く。
4日目
撮影も終わって車に戻ろうとした3人は、道に迷ったことから雨の中、ひと悶着を起こす。テントの中で、謎の音を聞く。
5日目
朝起きてみると、昨夜まではなかった積み上げられた石の山（バイルドロック）が、テントの周囲に3箇所あった。ヘザーの地図も消えていたが、ストレスを溜め込んだマイケルが故意に捨てたことが判明し、大喧嘩になる。歩き疲れた3人の前に、木にぶらさがった「木切れで作られた人型のオブジェ群」（スティックメン）を発見する。その夜、赤ん坊の声がしてテントが揺さぶられ、3人は闇の中を逃げ惑う。
6日目
テントに戻ると荷物が散乱しており、ネバネバした青い粘液が付着していた。川があり丸太を渡った後、南に向かって15時間歩いたにも関わらず、何故か丸太の場所に戻ってしまい、恐慌状態に陥る。ヘザーはなおもカメラを回し続け、残る2人の怒りを買う。
7日目
朝起きると、ジョシュアが行方不明になっていた。ジョシュアを探し回り、空腹とストレスにより疲労困憊になる。深夜になって、ジョシュアらしき声が響く。
8日目
ジョシュアの服の切れ端で束ねられた枝の中に、血まみれの臼歯と髪の毛をヘザーが発見する。彼女はジョシュアとマイケルの両親への謝罪を、カメラに残す。深夜、再びジョシュアらしき声を聞いた2人は、声を追ううちに「朽ち果てた館」（焼失したラスティン・パーの館と説明される）に迷い込む。館の地下室には、何者かが佇んでいる姿があったが、その瞬間に背後から何者かに殴られたのか、カメラが落下した所でフィルムは終わっている。
1年後
事件から1年が経過し、メリーランド大学の学生達が偶然、森の中にある築100年の小屋の土台の下に埋まっていたダッフルバッグを発見。バッグの中から行方不明になった2人の撮ったフィルムとビデオだけが発見された。そのフィルムから、彼らの遭遇した異常事態が判明するが、事件の真相については、全くの謎のままで終わる。
3年後
警察が証拠品として押さえていたフィルムが、遺族に返却される。事件を世間に周知させることで真相が解明されることを希望したヘザーの母親アンジー・ドナヒューが、フィルムの編集をハクサン・フィルムズに依頼し、インディーズ作品として映画化されて公開された。

## キャスト
俳優は、2,000人の中からオーディションで選出され、アドリブの利く者が採用された。主要登場人物は、実名とほぼ同じ名前で出演している。
ヘザー・ドナヒュー
演：ヘザー・ドナヒュー （本人役）
声：岡寛恵
女性監督。
本作の主演女優のヘザー・ドナヒューは、この世界的ヒット作によりゴールデンラズベリー賞の最低主演女優賞を受賞している。その後も女優業は続けていたが、2012年に出版した自叙伝『グロウ・ガール』によると、女優業は引退して、合法マリファナのビジネスをしていたと告白している。
ジョシュア・レナード（ジョシュ）
演：ジョシュア・レナード （本人役）
声：大場泰正
撮影担当のカメラマン。
『ブレア・ウィッチ・プロジェクト』の公式サイトでの経歴には、映画用の略歴には「モンゴメリー大学で撮影技術を学んだ」ことになっている。しかし実際には、16歳からメキシコでボランティア活動をしたり、シアトルやニューヨークへ転々として写真の勉強をしていた。1997年に『ブレア・ウィッチ・プロジェクト』のオーディションを受け、この作品で俳優としてのキャリアをスタートした後も、数多くの映画・ドラマに出演している。
マイケル・ウィリアムズ（マイク）
演：マイケル・C・ウィリアムズ （本人役）
声：綱島郷太郎
録音担当。
『ブレア・ウィッチ・プロジェクト』の公式サイトでの経歴には、「モンゴメリー大学でサウンド・ミキシングと編集のコースで学んだ」ことになっている。しかし実際は、ニューヨーク州立大学で舞台芸術を学んでいる。本作の大ヒット後も、映画『オブジェクティブ』やテレビドラマ『ロー＆オーダー』などに出演しており、着実に俳優としてのキャリアを築いている。

### 吹き替え
- その他の声の吹き替え：堀勝之祐／丸山詠二／島美弥子／さとうあい／天田益男／津田英三／手塚秀彰／佐藤しのぶ／鉄野正豊／彩木香里／北村美渚

## スタッフ
- 監督・脚本・編集：エドゥアルド・サンチェス、ダニエル・マイリック
- 音楽：トニー・コーラ
- 製作：グレグ・ヘイル、ロビン・カウイ
- 共同制作：マイケル・モネロ
- 製作会社：ハクサン・フィルムズ（Haxan Films）[3]
- 配給会社：アーティザン・エンタテインメント（Artisan Entertainment）

- 日本語字幕：松浦美奈
- 日本配給：アスミック・エース、クロック・ワークス、松竹

## ブレア・ウィッチの伝説
映画製作にあたって、マイリックらは物語の根幹として「メリーランド州に伝わるブレア・ウィッチ伝説」という架空の伝説を創作し、映画は伝説を取材した学生たちが遺したフィルムであるという設定のもと製作された。主にメディアミックスで紹介される。以下は、映画の基礎となった架空の伝説の概略となる。
メリーランド州バーキッツヴィルに伝わるブレア・ウィッチ（劇中ではエリー・ケドワードと推測されている）の呪いの伝説は、18世紀に始まる。特に印象的な歴史的に大きな事件が50～60年ごとに3回起こっている（アイリーン・トリクール事件、コフィン・ロック事件、ラスティン・パー事件）。
- 1734年  ブレアの町設立。
- 1769年　エリー・ケドワード渡米
- 1785年　エリー・ケドワード追放
- 1786年　ブレア・ウィッチの誕生。ブレアの町廃墟に。
- 1809年　『ブレア・ウィッチ・カルト』出版。ブレアの町の事件について書かれた初の書籍。
- 1824年　ブレア跡地にバーキッツヴィル設立。
- 1825年　アイリーン・トリクール事件
- 1886年　コフィン・ロック事件
- 1941年　ラスティン・パー事件
- 1994年　自主制作映画スタッフ失踪事件 (本作)

ブレア・ウィッチの誕生
1785年02月、子供達の血を抜き取ることを目的に家に誘い込もうとしたとしてエリー・ケドワードが、数名の子供の証言により訴えられる（いわゆる魔女狩り）。ケドワードは魔術を使ったかどで有罪となり、寒さのとりわけ厳しい冬のさなかに木に縛られたまま森に放逐されたため、死んだものと憶測されていた。
1786年11月、ケドワードを告発した者たち全員と町の子供たちの半分が、真冬の頃までに姿を消してしまう。町の人々は呪いを恐れ、ブレアの地から逃げ出し、以後二度とエリー・ケドワードの名を口にしないことを誓いあった。
アイリーン・トリクール事件
1825年、11人の目撃者によると、青白い女の手が水中より上がって来て、10歳の アイリーン・トリークルを川に引きずり込んだ。アイリーンの遺体は発見されなかったが、彼女の溺死後13日間にわたって、油にまみれた木切れの束が小川に多数浮かび、流れがよどんだ。この時、川の水を飲んだ牛が死んだ。
コフィン・ロック事件
1886年、8歳のロビン・ウィーバーが行方不明となり、捜索隊が出される。ウィーバーは無事に探し出されたが、捜索隊の一つが帰還しなかった。数週間後、別の捜索隊により内臓を完全に抜かれ、手足を縛り合わされた行方不明の捜索隊の全裸の遺体が、ひつぎ岩（コフィン・ロック）で発見される。それらの遺体の手足、顔には奇怪なシンボルが刻まれていた。しかし発見した捜索隊が戻ったとき、遺体は消失していた。又、ウィーバーは森で宙に浮いた女を見たと証言した。
ラスティン・パー事件
1940年から子供の行方不明が相次ぐ中、1941年05月、ラスティン・パーという名前の中年の隠遁者が、町に現れ「ついにやり遂げた」と語った。不審に思った警察が徒歩で4時間かけて到着した、彼が隠遁暮らしをしていたブラック・ヒルズの森の家にある地下の貯蔵庫で、行方不明だった7人の子供の遺体を発見する。儀式めいた殺され方をしており、内臓を抜かれていた。
パーはすべての犯行を認め、森に住む「年老いた女の幽霊」のためにやったのだと当局に語る。生き残った少年カイル・ブロディの告発もありその後、バーは裁判で有罪を宣告され、絞首刑に処される。その後、村人の放火によりラスティン・パーの館も焼失した。
後にこの事件は、特別番組『ブレアウィッチ2』序章『バーキッツヴィル7』で映像記録保管人クリス・キャラスコにより新たな真相が明かされる。7人の子供の名前はエミリー・ホランズ、テラ・シェリー、マーガレット・ロウエル、スティーブ・トンプソン、エリック・ノリス、マイケル・ギドリー、ジュリー・フォーサイスと明かされた。

## テレビ特番『ブレアウィッチの呪い』
原題は『Curse of the Blair Witch』。43分。サイファイ・チャンネルで映画公開直前の1999年7月12日に放映された。6回も再放送された。DVD映像特典にも収録されている。前述のブレア・ウィッチの伝説や3人の学生の家族構成や出生に登場人物へのインタビューやニュース映像形式で触れられている。
日本でも別にテレビ東京系で大鶴義丹出演で、本作の探偵バック・ブキャナン（C・D・バック・ブキャナン・Jr.）と行動して謎を追い行方不明になる特別番組が製作された。

### スタッフ
- 監督・脚本・編集：エドゥアルド・サンチェス、ダニエル・マイリック
- 脚本：ベン・ロック
- 音楽：トニー・コーラ

### キャスト
- バック・ブキャナン：バック・ブキャナン
- ビル・バーンズ（バーキッツヴィル郷土史家）：ビル・ドラッガーズ
- ラスティン・パー：フランク・パスター、スタン・ケーン
- レイチェル・マイヤー（ヘザーの親友）：レイチェル・ブラッテン
- トム・ウィリアムズ（マイクの弟）：トム・ウィリアムズ
- ランディ・ドナヒュー（ヘザーの祖父）：ランディ・キャンプベル
- ドティ・フルチャー（捜索隊ボランティア）：ドティ・コリーガン
- チャリーズ・モアハウス（ハンプシャー・カレッジ民族学教授）：チャリーズ・カルソン
- リサ・トラー（ジョシュのガールフレンド）：リア・ヘルス
- マイケル・デコト（モンゴメリー映画学科教授）：ミチェル・フーヴァー
- デヴィッド・マーサー（メリーランド大学人類学）：デヴィッド・ジョーンズ
- ミネット・マーシャル（ニュースキャスター）：ミネット・マーシャル
- ルーカン・ジョンソン：ルーカン・ジョンソン
- ジョセフ・レジー（ニュースキャスター）：ジョセフ・レジー
- ナレーター：ペグ・オークフ
- ロナルド・クレイブンス（バーキッツヴィル保安官）：不明
- ジム・キング
- エライン・スティービンス
- ステファン・エドワーズ

## キャラクター商品
劇中で登場する「木切れで作られた人型のオブジェ群」は「スティックメン」と呼ばれ、キャラクター商品が販売された。

## ゲーム
- The Blair Witch Project Vol.1:Rustin Parr - 2000年に発売された本作のPCのWindows用のホラーアクションアドベンチャーゲーム。続編に2本（Vol.2:The Legend of Coffin Rock、Vol.3:The Elly Kedward Tale）も開発されている。

## 関連商品

### 書籍
- ブレア・ウィッチ・プロジェクト完全調書

アーティスト・ハウス、角川書店より1999年11月10日発売。
著：D・A・スターン、訳：大森望
- コミック「ブレア・ウィッチ・プロジェクト・ザ・コミック」

角川書店より2000年3月発売。
著：山崎峰水、ジョナサン・コーエン、奥瀬サキ、前田真宏
映画に忠実な内容とブレア・ウィッチの伝説に関する内容で構成。

### CD
- サウンドトラック「Josh's Blair Witch Mix」

1999年11月10日発売。
通常の音楽CDと異なりブラック・ヒルズの森近くの道路ブラックロック・ロードにジョシュアの自動車に残されたテープが警察が押収した設定のイメージソングCD。1997年10月16日に凍結が解除され遺族がテープを公開した設定を取っている。

## 関連イベント
日本のみのイベント
- ジョイポリス
  - ウォークスルーホラー・アトラクション『ブレア・ウィッチ・プロジェクト』

観客がロープを持ち中に進むお化け屋敷。ブラック・ヒルズの森やスティックメンなど基本的に映画の内容を再現するが、映画に登場しないモンスターに扮した役者が脅かすなどの描写がある。